# Paul Ramdohr
Pour les articles homonymes, voir Ramdohr.
Paul Ramdohr (né le 1er janvier 1890 à Überlingen et mort le 8 mars 1985 à Hohensachsen/Weinheim) est un minéralogiste allemand, pionnier de la microscopie des minerais.

## Biographie
Il fait ses études à Darmstadt et à l'université de Heidelberg. Il obtient son doctorat en 1919 à l'université de Göttingen. En 1926 il est nommé professeur de minéralogie à l'université technique de Rhénanie-Westphalie à Aix-la-Chapelle. En 1934 il se rend à l'université Humboldt de Berlin, et retourne à l'université de Heidelberg en 1951 où il enseigne jusqu'en 1958. Il est considéré comme un des plus grands minéralogistes allemands, y compris au niveau international.

## Publications
- Beobachtungen an opaken Erzen, 1924
- Kristallographie, Göschen-Band avec Willy Bruhns, 1926
- Über den Mineralbestand und die Strukturen der Erze des Rammelbergs, 1928
- Lehrbuch der Erzmikroskopie, avec Hans Schneiderhöhn, 1931-1934
- Lehrbuch der Mineralogie, avec Friedrich Klockmann, 1936
- Lehrbuch der Mineralogie, 1948
- Die Erzmineralien und ihre Verwachsungen, 1950
- Lehrbuch der Mineralogie, 1954
- Mineral- und Erzlagerstättenkunde avec Heinrich Huttenlocher, 1954
- Petrografie, 1955
- Kristallographie, 1965
- The ore minerals and their intergrowth, 1969
- The opaque minerals in stony meteorites, 1973
- Die Erzmineralien und ihre Verwachsungen, 1975
- Lehrbuch der Mineralogie, 1978
- The ore minerals and their intergrowth, 1980 (2e éd.)